# 星敬
星 敬（ほし たかし、1956年1月17日-2019年12月2日）は、日本のSF研究家。SF関連図書の収集家としても知られる。星亨の曾孫。

## 来歴
1956年、東京都に生まれる。
日本大学文理学部を卒業。大学入学前から豊田有恒に師事し、アシスタントを行う。『ベストオブ豊田有恒』（1981年、太陽企画出版）などのアンソロジーの編集、NHKラジオ第1の『ラジオSFコーナー』のシリーズ構成（1979年から1983年）を行った他、TVアニメ『宇宙戦艦ヤマトIII』（1980年から1981年）のSF設定協力を豊田有恒、出渕裕と共同で行うなど、幅広い分野で活躍した。
『S-Fマガジン』（早川書房）、『SFアドベンチャー』（徳間書店）などのSF専門誌で日本SFの研究活動をおこなっていた。
『S-Fマガジン』では読者投稿ショートショート・コーナー「リーダーズ・ストーリイ」の選者を1982年から2013年まで務めると共に、SF関連書籍紹介コーナー「SFブックスコープ」の「BOOKGUIDE」の執筆を行っていた。
1992年から1995年には集英社主催のファンタジーロマン大賞の選考委員もを務めていた。
東放学園専門学校では小説講座の講師を務める。
日本SF作家クラブ会員だった。2013年に刊行された日本SF作家クラブ創立50周年記念アンソロジー『日本SF短篇50: 日本SF作家クラブ創立50周年記念アンソロジー』では北原尚彦、山岸真、日下三蔵と共に編集者を務めた。
死去後の2020年に第40回日本SF大賞会長賞を贈られた。

## 編著
- ベストオブ豊田有恒 (Sun novels) 豊田有恒 著 星敬 編 太陽企画出版 1981.3
- 銀河の夢 : 新鋭SFオリジナル秀作集 (集英社文庫. コバルトシリーズ) 星敬 編 集英社 1983.6
- 恋する銀河 : ロマンチックSF傑作選 (集英社文庫. コバルトシリーズ) 豊田有恒, 星敬 編 集英社 1984.10
- タイムトラベルSF傑作選 (集英社文庫) (Cobalt‐series) 星敬／編 集英社 1985
- 『日本SF短編50』全5巻（日下三蔵, 山岸真, 北原尚彦共編、ハヤカワ文庫JA） 2013年2月 - 同年10月
- 『日本SF全集 3 1978~1984』日下三蔵 (編), 星敬 (編)　出版芸術社 2014